# イントゥ・ザ・ナイト
『イントゥ・ザ・ナイト』(Into the Night)は、ベルギー製作の終末ものSFスリラーテレビドラマシリーズであり、ヤチェク・ドゥカイの小説に基づく。2020年5月1日に全世界で配信され、Netflixがベルギーで製作した初のオリジナルシリーズである。
シーズン1は2020年5月1日に、シーズン2は2021年9月8日に配信された。

## あらすじ

### シーズン1のあらすじ
突然の太陽の異常により、夜明けを迎え太陽光線に曝されたすべての生物が、室内にいたものも含めて死に、文明が崩壊する。飛行機に乗った少数の人々は太陽を避けて西周りに飛び、生き延びようとする。機内に閉じ込められた人々の間には協力と不和が生じる。
ブリュッセル空港で搭乗手続き中のモスクワ行きの航空機にNATO勤務のイタリア軍少佐テレンツィオが銃を持って乗り込み、ハイジャックして進路を西に向けさせる。機長は地上に残され、副機長のマチューは手を撃たれて怪我をして通信機は破壊される。元ヘリコプターパイロットのシルヴィの助けで離陸して西に向かう。乗客の携帯電話で全人類が夜明けとともに絶滅しつつあることがわかる。その後も太陽から逃げて高緯度で西回りに飛び、補給のために着陸と離陸を繰り返す。だが太陽の異常により燃料や食品も劣化し始め、数名の乗客は命を落とす。ブルガリアのダム湖地下深部にあるNATOの掩体壕の存在を知った一行は着陸し、夜明けの直前に掩体壕にたどり着き、先に避難していた軍人たちに迎えられるが、シルヴィはテレンツィオを危険視し外に置き去りにする。

### シーズン2のあらすじ
掩体壕では人々が鼠を外に出して太陽に曝す実験を続けるも、太陽の害は消えない。食料が不足する見込みとなり、NATO軍兵士は新入りの乗客たちを邪魔にし始める。ザラとドミニクは事故で発電機室に閉じ込められ、呼吸困難で死ぬ。乗客たちの一部は種子を入手するため、ノルウェーの種子貯蔵庫に飛ぶ。NATO兵士は仲間のテレンツィオをシルヴィが外に置き去りにして殺したと知り、シルヴィを裁判にかけて処刑しようとする。飛行機が爆撃で破壊され、NATO軍はロシア軍による行為を疑う。ロシア軍の飛行機も破壊されたために兵士たちはNATO軍による行為を疑い、掩体壕を攻める。両軍は話し合い、第三者の軍が両軍の飛行機を爆破したことが明らかになる。兵士に敵視され、監禁されていた乗客たちは脱走し、ロシア軍のヘリコプターでノルウェーに向かおうとする。リックが自分を犠牲にして追ってきたNATO兵士を食い止める。掩体壕の外では、鼠が初めて生存している。
ノルウェーに来た乗客たちは種子を入手するも、精神異常を起こした保管員によって飛行機を破壊されて掩体壕に戻ることができない。見知らぬ人物が一行の前に現れる。

## 登場人物
- シルヴィ（ポーリン・エチエンヌ）：元ベルギー空軍のヘリコプター操縦士
- テレンツィオ（ステファノ・カセッティ）：NATO本部に勤務するイタリア軍少佐 (S1)
- マチュー（ローラン・カペリュート）：副機長
- ガブリエル：キャビンアテンダント (S1)
- ヤクブ：飛行機の整備士
- オスマン（ナビル・マラット）：モロッコ系移民の清掃員
- イネス（アルバ・ガイア・べルージ）：インスタグラマー
- ヴォルコフ︰持病のある高齢のロシア人 (S1)
- ローラ（バベティダ・サジョ）：ヴォルコフを介助する看護師
- ザラ（レジーナ・ビッキニーナ）：ドミニクの母親のロシア人 (S1-S2)
- ドミニク（ニコラス・アレチン）：疾患を抱える少年 (S1-S2)
- アヤズ（マフメッド・クルトゥルス）：トルコ人移民の犯罪者で実業家
- ホルスト（ヴィンセント・ロンデス）：気象学とITに詳しい乗客
- リック（ヤン・ベイヴート）：博物館の警備員 (S1-S2)
- マルクス : NATO軍兵士、アメリカ人 (S2)
- ヘラルド : 大使 (S2)
- テア（エミリー・カン）：ヘラルドのガールフレンド (S2)
- ロム：ブルガリアの掩体壕のNATO大佐 (S2)

## エピソード

### シーズン1のエピソード
| 通算 話数 | シーズン 話数 | タイトル                  | 監督                       | 脚本         | 公開日       |
| --- | ------------- | ------------------------- | -------------------------- | ------------ | ------------ |
| 1 | 1             | "シルヴィ" "Sylvie"       | Inti Calfat & Dirk Verheye | Jason George | 2020年5月1日 |
| モスクワ行きの飛行機がブリュッセル空港で出発準備をする。テレビが倒れる人々の姿を映す。NATO少佐のテレンツィオが銃を奪って搭乗中の飛行機に押し入り、副長マチューの手を撃ち、無線機を壊し、西に飛ぶよう命令する。機長が機外にいたため、元ヘリコプターパイロットのシルヴィがマチューを補助して離陸し、飛行機はアイスランドに向かう。テレンツィオは太陽の異常が人々を殺していると言う。看護婦のローラはマチューの手当てをする。一人の乗客が倒れる。飛行機はレイキャビク空港の上空に来るが破壊され着陸不能であり、マチューは飛行機をスコットランドの基地に着陸させる。乗客たちの携帯電話に、テレンツィオの話を裏付けるニュースが入る。3人の兵士がやって来る。 |               |                           |                            |              |              |
| 2 | 2             | "ヤクブ" "Jakub"          | Inti Calfat & Dirk Verheye | Jason George | 2020年5月1日 |
| シルヴィはボーイフレンドが亡くなったために自殺を考えていたことをメカニックのヤクブに漏らす。倒れていた乗客が死亡する。3人の兵士は夜明けを避けて西に飛び続けることを主張する。トルコ人乗客のアヤズは兵士たちが危険な囚人であると知り、シルヴィに伝える。カナダに着き、ヤクブは兵士たちを置き去りにするが、フライトアテンダントのガブリエルも巻き添えになる。兵士の銃撃が窓に穴をあける。 |               |                           |                            |              |              |
| 3 | 3             | "マチュー" "Mathieu"      | Inti Calfat & Dirk Verheye | Jason George | 2020年5月1日 |
| マチューはフライトアテンダントとの不倫を回想する。無線で別の飛行機のパイロットがハワイにある水中施設の存在を教える。テレンツィオと博物館警備員の乗客のリックは、マチューが一人で決断することに異を唱える。飛行機に不具合が生じ、マチューは兵士が一人車輪格納庫に隠れていることを疑い、機を上昇させるが窓が割れて下降せざるを得ない。アヤズ、テレンツィオ、ヤクブが兵士を殺す。ローラは病気の少年ドミニクのために低空飛行をマチューに頼む。飛行機の清掃員のオスマンは、死んだ乗客を埋葬するときにアヤズが体内から宝石を摘出したと告発する。アヤズは死者に宝石を密輸させていたことを告白し、手錠をかけられて拘束される。                                  |               |                           |                            |              |              |
| 4 | 4             | "アヤズ" "Ayaz"           | Inti Calfat & Dirk Verheye | Jason George | 2020年5月1日 |
| アラスカに着陸し、アヤズは即席裁判にかけられるがテレンツィオが弁護して解放される。テレンツィオがNATOの掩体壕の存在を語り、人々はブリュッセルに向かうことにする。乗客のホルストは、太陽の異常放射が食べ物と燃料を劣化させていることを疑う。マチューはブリュッセルに残したフライトアテンダントとの不倫をシルヴィーに告白する。マチューは手の傷に由来する敗血症で倒れる。ロシアの衛星からの通信が入り、ドミニクの母ザラが解読する。インスタグラマーのイネスは、ハワイの水中施設が未完成であることを調べる。シルヴィが一人で飛行機をブリュッセル空港に着陸させる。                                                                                          |               |                           |                            |              |              |
| 5 | 5             | "リック" "Rik"            | Inti Calfat & Dirk Verheye | Jason George | 2020年5月1日 |
| リックがオンラインデートの詐欺に騙されていたことが回想される。ヤクブとオスマンは劣化していない燃料を見つける。ローラとホルストはマチューを病院に運び手術をする。ザラとドミニクも同行して薬品を補給する。ドミニクは生き延びた動物を目にする。テレンツィオ、リック、アヤズはNATO本部に行き、ブルガリアにある掩体壕の場所を知る。テレンツィオはアヤズと喧嘩になり、意識を失わせたアヤズを置き去りにする。シルヴィは自分の部屋に行き、亡くなったボーイフレンドの遺灰とともに死のうとするが、ヤクブに説得されて飛行機に戻る。怪我をしたアヤズが自力で飛行機にたどり着く。                                                                                    |               |                           |                            |              |              |
| 6 | 6             | "テレンツィオ" "Terenzio" | Inti Calfat &Dirk Verheye  | Jason George | 2020年5月1日 |
| テレンツィオは手錠をかけられて拘束される。リックはアヤズを置き去りにしたことを謝罪する。飛行機はブルガリアに着陸し、2台の車で掩体壕を探す。最初のグループが電気柵に着き、テレンツィオは開門ボタンを押し続ける役に立候補するが、シルヴィが彼に手錠をかけて拘束する。グループは掩体壕を見つける。別のグループは事故を起こし、別の電気柵を乗り越えて掩体壕に着く。テレンツィオは夜明けを見る。グループは合流して掩体壕に入り、兵士に迎えられる。 |               |                           |                            |              |              |

### シーズン2のエピソード
| 通算 話数 | シーズン 話数 | タイトル         | 監督                   | 脚本         | 公開日       |
| --- | ------------- | ---------------- | ---------------------- | ------------ | ------------ |
| 7 | 1             | "ザラ" "Zara"    | Nabil Ben Yadir        | Jason George | 2021年9月8日 |
| 異変から32日が経過し、人々は兵士とともに掩体壕で暮らすが、火事により食料が不足し始める。アヤズとザラは親密になっている。地上の太陽にさらす実験ではいまだに鼠が死ぬ。人々はノルウェイの種子貯蔵庫から種子を持ち帰って農業を始めようとする。ザラとドミニクが誤って発電機室に閉じ込められ、呼吸のために発電機を停止するが、そのために1、2時間で気温が上昇して全員が死の危険にさらされる見込みとなる。シルヴィはロム大佐とともに地上に出て、扉を切り開く発炎装置を飛行機から取ってこようとする。ロムは手錠に繋がれたテレンツィオの死体を見て不審の念を抱き、監視カメラの画像を見てシルヴィが置き去りにしたことを知る。彼らは爆破された飛行機の残骸を見る。 |               |                  |                        |              |              |
| 8 | 2             | "ローラ" "Laura" | Nabil Ben Yadir        | Jason George | 2021年9月8日 |
| シルヴィらは発炎装置を持ち帰れない。人々は種子の独占を狙うロシア人がミサイルで飛行機を破壊したと疑う。ザラとドミニクを犠牲にして発電機稼働を求める兵士らはアヤズおよびローラと争いになり、流れ弾で司令官のロムが死ぬ。脱出をあきらめたザラは他の人々を救うために発電機を稼働させる。当面の危機は遠のくが、6時間以内に扉を開け発電機に燃料を補給する必要がある。兵士たちはロムの持ち帰った画像を見て、シルヴィがテレンツィオを置き去りにしたことを知る。 |               |                  |                        |              |              |
| 9 | 3             | "イネス" "Ines"  | カミーユ・ドゥラマーレ | Jason George | 2021年9月8日 |
| 兵士たちはロムを、乗客たちはザラとドミニクを葬り、二つのグループの間には不和が広がる。マチュー、マルクス、テア、アヤズ、オスマンらは飛行機でノルウェーの種子貯蔵庫に向かう。兵士たちはテレンティオ殺しでシルヴィを裁く。 |               |                  |                        |              |              |
| 10 | 4             | "ジア" "Gia"     | Nabil Ben Yadir        | Jason George | 2021年9月8日 |
| ノルウェーに着いた一行は、種子貯蔵庫の中で、異常な言動を見せ、外の世界には毒ガスが充満していると信じる保管員ジアと出会う。掩体壕内では、兵士たちが裁判を延期するも乗客たちを監禁し、ホルストを痛めつける。イネスはノルウェーのアヤズに掩体壕の状況を知らせ、兵士から逃げて掩体壕を出る。 |               |                  |                        |              |              |
| 11 | 5             | "テア" "Théa"    | カミーユ・ドゥラマーレ | Jason George | 2021年9月8日 |
| 夜明けが近づき、イネスは掩体壕に戻ろうとする。ヘリコプターを目撃して追跡し、掩体壕の兵士たちに爆撃されたと言うロシア軍兵士に出会い、掩体壕に案内して侵入する。再びアヤズに連絡して状況を知らせる。ノルウェーの貯蔵庫では、一行が種子とジアを連れ帰ろうとする。だがジアは拘束を抜け出して操縦席に閉じこもって破壊行為を始め、一行は離陸できない。掩体壕の中では、シルヴィ、ホルスト、ローラが兵士たちに反乱を企てるが失敗する。兵士たちは大使を味方につけてシルヴィを裁こうとする。 |               |                  |                        |              |              |
| 12 | 6             | "アシル" "Asil"  | カミーユ・ドゥラマーレ | Jason George | 2021年9月8日 |
| ロシア軍兵士は大使を殺すもNATO兵士との話し合いを始め、両軍の飛行機を破壊したのは第三者の軍だと疑う。シルヴィ、ローラ、ホルスト、リック、イネスら乗客は監禁される。全員を裁判にかけると脅されて脱走し、ロシア軍のヘリでノルウェーに向かう。重傷を負っていたリックは仲間を救うため、残ってNATO軍を食い止める。ノルウェーの一行は太陽がジアを殺すのを待って窓から操縦席に入るが、ジアの破壊行為で離陸不能とわかる。絶望したアヤズはマルクスを問い詰め、上官の命令でドミニクを怖がらせるために発電機室に閉じ込めたことを告白させ殺そうとするも、見知らぬ人物が止める。掩体壕の外では、太陽にさらされていた鼠が生き延びている。                             |               |                  |                        |              |              |